# Зіммерсфельд
Зіммерсфельд (нім. Simmersfeld) — громада в Німеччині, знаходиться в землі Баден-Вюртемберг. Підпорядковується адміністративному округу Карлсруе. Входить до складу району Кальв.
Площа — 44,18 км2. Населення становить 2172 ос. (станом на 31 грудня 2020).